# Воробйово (Бердюзький район)
Воробйо́во (рос. Воробьёво) — село у складі Бердюзького району Тюменської області, Росія.
Населення — 118 осіб (2010, 166 у 2002).
Національний склад станом на 2002 рік:
- росіяни — 93 %